# Lodo bentonítico

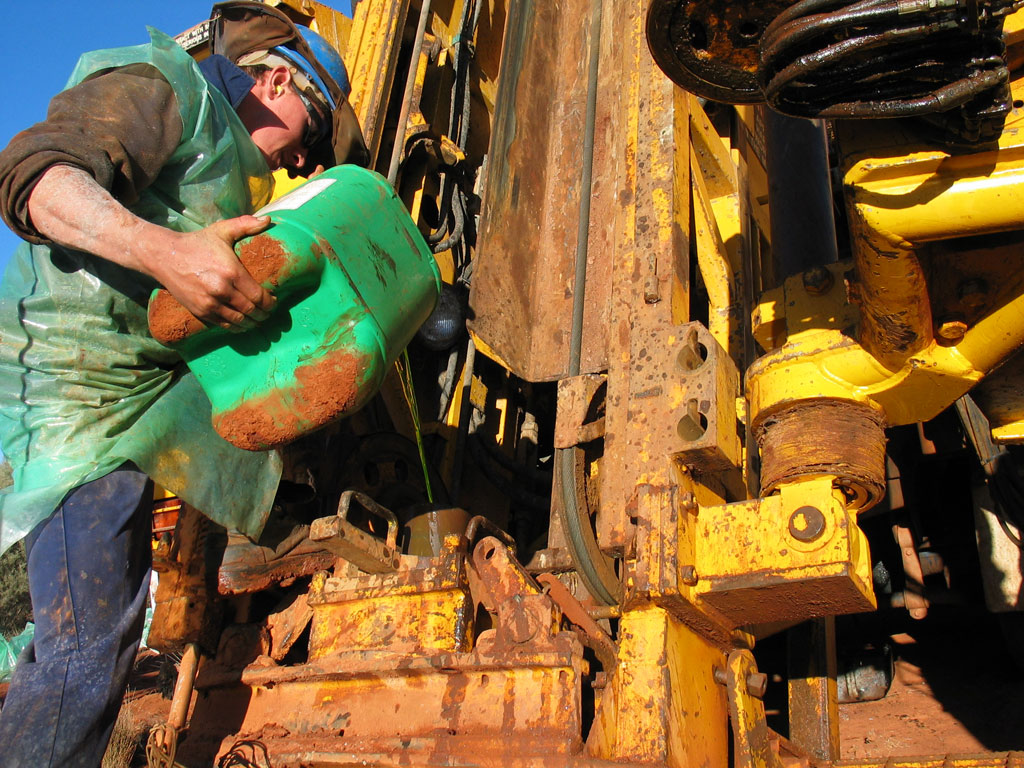
Operario agregando un agente anti espuma en la columna de perforación de una torre de perforación.

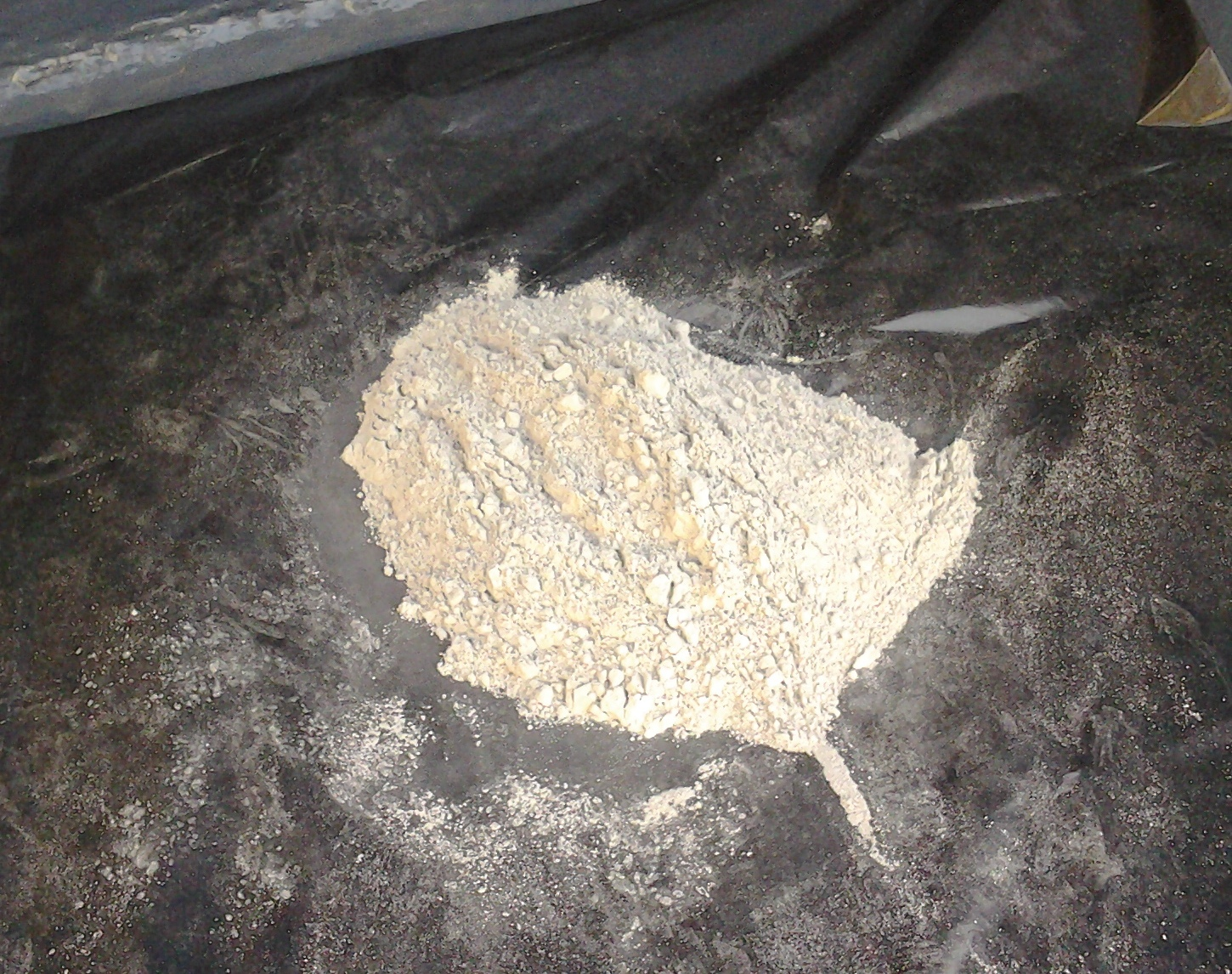
Polvo de barita utilizado para preparar un lodo a base de agua.

El lodo bentonítico es una mezcla de bentonita con agua.
La bentonita es un tipo de arcilla montmorillonítica de muy alto límite líquido. Esto implica que a pesar de que se le añada mucha agua, la mezcla no pierde estabilidad o consistencia.
Los lodos bentoníticos tienen una propiedad muy importante que los hace muy útiles en construcción: cuando un lodo bentonítico es amasado sin que se produzca variación de agua, pierde resistencia (cohesión entre partículas sólidas) comportándose como un fluido. Sin embargo, en poco tiempo, vuelve a adquirir esta resistencia cohesiva una vez que entra en reposo. A esta propiedad se le llama tixotropía.
El lodo de perforación es una suspensión acuosa de una arcilla especial: la bentonita, este lodo se coloca en las paredes del terreno durante la excavación y sirve para evitar o reducir los derrumbes del terreno. Es necesario controlar algunas características del lodo durante su utilización. Tales como: la densidad, la viscosidad y el contenido de arena, ya que el lodo se carga de las partículas de arena procedentes del suelo.

## Fluidos para perforación de pozos petrolíferos
En ingeniería geotécnica, el fluido de perforación, también llamado lodo de perforación, se utiliza para ayudar a perforar pozos en la tierra. A menudo se utilizan durante la perforación de pozos de petróleo y gas natural y en plataformas de perforación de exploración, los fluidos de perforación también se utilizan para perforaciones mucho más simples, como pozos de agua. Una de las funciones del lodo de perforación es sacar del pozo los trozos del suelo que ha cortado la broca.
Las tres categorías principales de fluidos de perforación son: lodos a base de agua (WB), que se pueden dispersar y no dispersar; lodos no acuosos, generalmente llamados lodos a base de aceite (OB); y fluido de perforación gaseoso, en el que se puede utilizar una amplia gama de gases. Junto con sus formativos, estos se utilizan junto con los aditivos adecuados de polímero y arcilla para perforar diversas formaciones de petróleo y gas.
Las funciones principales de los fluidos de perforación incluyen proporcionar presión hidrostática para evitar que los fluidos de formación entren en el pozo, mantener la broca fresca y limpia durante la perforación, realizar cortes de perforación y suspender los cortes de perforación mientras la perforación está en pausa y cuando el conjunto de perforación se introduce y sale del agujero. El fluido de perforación utilizado para un trabajo en particular se selecciona para evitar daños en la formación y limitar la corrosión.

## Aplicaciones de lodo bentonítico
La principal aplicación de lodo bentonítico está vinculada a las excavaciones. Cuando se está excavando una zanja (perforación en terrenos de baja consistencia y posible desprendimiento, normalmente para la ejecución de muros o pilotes), el lodo bentonítico evita que se produzcan desprendimientos en la misma. Esto sucede en la ejecución de los muros pantalla.
Durante la excavación de la zanja, el lodo va llenándola: al estar en continuo movimiento, tiene poca consistencia, y se comporta como un fluido. Sin embargo, cuando se deja de remover, la viscosidad de los lodos bentoníticos aumenta, adquiriendo la resistencia necesaria como para evitar que las paredes de la excavación caigan, quedando constreñidas (véase tixotropía).
Además, en terrenos flojos en los que se producirían desprendimientos, los lodos bentoníticos se introducen por los poros del terreno, formando el cake, que es una mezcla de la arena o grava del terreno, con la arcilla de la bentonita. Este cake le confiere al terreno de las paredes de la excavación una mayor cohesión.
Cuando el lodo bentonítico se emplea en excavaciones, suele servir para extraer los detritus del terreno. Esto se consigue recirculándolo constantemente, mediante lo cual se realiza una limpieza del mismo al eliminar los restos de detritus que contenga al extraerlo de la zanja.
En los inicios de la perforación en México, se determinaba el nombre “lodos” a los fluidos preparados para el control de pozos de perforación, en la actualidad se ha vuelto todo una profesión, la cual es denominada FLUIDOS DE CONTROL, ya que es todo un proceso elaborar estos fluidos, con los aditivos correctos para realizar una o todas las funciones que se requieran.
El tiempo necesario de preparación de la bentonita, antes de su aplicación, es de 24 horas.